# Comunitatea Energetică Europeană
Comunitatea Energetică Europeană este o asociație între statele Uniunii Europene și cele din Europa de Sud-Est, care are ca scop crearea unei piețe a electricității și gazului între UE și alte țări. A fost înființată prin semnarea tratatului de la Atena pe data de 25 octombrie 2005, și și-a început activitatea la data de 1 iulie 2006. Bazele au fost puse prin semnarea memorandumului de la Atena, în anul 2002 
Pe lângă statele membre UE, din Comunitatea Energetică Europeană mai fac parte țările din Balcani — Albania, Bosnia, Croația, Macedonia, Muntenegru și Serbia, precum și Misiunea de Administrație Interimară a ONU în Kosovo.
La data de 18 decembrie 2009 a fost aprobată intrarea Ucrainei și a Republicii Moldova în Comunitatea Energetică Europeană, urmând a fi efectivă în momentul în care cele două țări își vor modifica legislațiile în domeniul gazelor naturale, în așa fel încât să fie conforme cu normele europene.